# I Put a Spell on You
I Put a Spell on You è una canzone di Screamin' Jay Hawkins del 1956. È stata inserita nella lista delle "500 Songs that Shaped Rock and Roll", curata dalla Rock and Roll Hall of Fame. La rivista Rolling Stone l'ha invece inserita nella propria lista delle 500 migliori canzoni, al 320º posto.

## Cover
La versione originale di Hawkins non ebbe il successo che ottennero invece molte delle versioni interpretate da altri artisti. Nel 1965, quella di Nina Simone giunse al 23º posto della classifica Hot R&B/Hip-Hop Songs di Billboard e al 49º posto nella Official Singles Chart (poi 28°, per la riedizione del 1969). Nel 1981 l'attore Tim Curry nel suo album Simplicity con un arrangiamento per solo organo ne realizza una suggestiva cover, che per le sonorità gotiche spesso viene erroneamente attribuita alla colonna sonora del film Rocky Horror Picture Show di cui l'attore è protagonista.
Quanto alla Hot 100 di Billboard, la versione dell'Alan Price Set (1966) giunse all'80º posto e addirittura al 9º posto nel Regno Unito. Anche i Creedence Clearwater Revival ne hanno fatto una versione nel singolo I Put a Spell on You/Walk on the Water (1968), giunta al 58º posto su Hot 100 ed interpretata durante il Festival di Woodstock. Ancora nel Regno Unito, la versione di Bryan Ferry (1993) giunse al 18º posto, mentre nel 1998 la versione di Sonique raggiunse il 36° e poi il 5°, in occasione della riedizione del 2000.
Molti altri artisti hanno inciso la canzone, tra cui, i Them, gli Audience, i Marilyn Manson, Diamanda Galás, Joe Cocker, Arthur Brown, Jeff Beck e Joss Stone, Mica Paris con David Gilmour, Annie Lennox.
Una versione in italiano con testo di Mogol dal titolo Puoi farmi piangere, è stata incisa da Gianni Pettenati con gli Juniors e da Caterina Caselli. Un'altra versione è stata incisa da The Planets nel loro LP del 1967 edito dalla RCA Italiana con etichetta Arc. 
La cover di Annie Lennox è stata utilizzata per la colonna sonora del film Cinquanta sfumature di grigio, mentre l'originale di Hawkins venne inserita nel film Nowhere Boy.